# Golden billion
La théorie du golden billion, ou en français le milliard doré ou le milliard d'or (en anglais golden billion ; en russe : золотой миллиард, zolotoï milliard), est une théorie du complot selon laquelle des élites mondiales cherchent à amasser des richesses parmi le milliard de personnes les plus riches du monde (essentiellement occidentaux) et détruire la vie du reste de l'humanité,,. Cette théorie est populaire dans le monde de langue russe.

## Création du terme
Le terme est inventé par Anatoli Tsikounov (écrivant sous le pseudonyme A. Kouzmitch) dans son livre de 1990 The Plot of World Government: Russia and the Golden Billion et utilisé dans ses articles. Les idées principales derrière ce terme ont été inspirées par le rapport au club de Rome Les Limites à la croissance publié en 1972 : il n'y a pas assez de ressources pour tous les habitants de la Terre. Selon Tsikounov, les matières premières de la Russie sont considérées par les pays occidentaux comme un bien commun et la légalisation internationale de cette approche a été assurée en 1884 à Berlin par l'adoption par les principaux pays capitalistes du monde de « l'Acte de la Conférence de Berlin », qui a consolidé le principe de la soi-disant « occupation effective », dont l'essence est que tout État est obligé d'extraire efficacement les matières premières de son territoire et de les mettre en circulation, et si ses propres moyens techniques ne le permettent pas, alors permettre à d'autres pays d'exploiter les ressources du territoire. Le terme Golden billion est rapidement popularisé par l'écrivain russe Sergueï Kara-Mourza et devient un incontournable de la pensée conspiratrice russe contemporaine.

## Développement
Selon Kara-Mourza, le milliard doré (population des pays développés) consomme la part du lion de toutes les ressources de la planète. Si au moins la moitié de la population mondiale commençait à consommer des ressources dans la même mesure, ces ressources ne seraient pas suffisantes. Cette idée repose en partie sur celles de Malthus, dans la mesure où l'accent est mis sur la rareté des ressources naturelles. Cependant, alors que Malthus était principalement préoccupé par les rendements agricoles mondiaux finis, les anti-mondialistes qui défendent l'idée d'un « milliard doré » sont principalement préoccupés par les ressources naturelles finies telles que les combustibles fossiles et les métaux. Selon Kara-Mourza, les pays développés, tout en préservant pour leurs ressortissants un niveau de consommation élevé, cautionnent des mesures politiques, militaires et économiques destinées à maintenir le reste du monde dans un état de sous-développement industriel et comme zone d'appendice de matières premières, zone pour le déversement de déchets dangereux et source de main-d'œuvre bon marché.

## Emploi du terme lors de l'invasion russe de l'Ukraine
Pendant la guerre russo-ukrainienne de 2022, le concept est utilisé par les principales personnalités politiques russes pour justifier la politique russe et accuser l'Occident de colonialisme élitiste. En mai 2022, Nikolaï Patrouchev, secrétaire du Conseil de sécurité, accuse les « Anglo-Saxons » de « cacher leurs actions derrière la rhétorique des droits de l'homme, de la liberté et de la démocratie », tout en faisant avancer la doctrine du golden billion, ce qui implique que seuls quelques privilégiés ont droit à la prospérité dans ce monde. En juin 2022, s'exprimant lors du Forum économique international, Vladimir Poutine « a réitéré sa position selon laquelle le Kremlin était « obligé » d'initier l'invasion de l'Ukraine [...] « Nos collègues ne nient pas simplement la réalité  [...] Ils essaient de résister au cours de l'histoire. Ils pensent en termes du siècle dernier. Ils sont en captivité de leurs propres illusions sur les pays en dehors du soi-disant milliard d'or, ils voient tout le reste comme la périphérie, leur arrière-cour, ils mangent ces lieux comme leurs colonies, et ils traitent les peuples qui y vivent comme des citoyens de seconde zone, car ils se considèrent comme exceptionnels ».